# Haplochromis thuragnathus
Haplochromis thuragnathus là một loài cá đã tuyệt chủng thuộc họ Cichlidae. Nó từng được tìm thấy ở Kenya, Tanzania, và Uganda.